# Barbro Cheesman
Barbro Cheesman, född 25 februari 1915 i Arvidsjaur, Norrbottens län, död 3 november 1993 i Östra Torns församling, Malmöhus län, var en svensk målare och grafiker.
Hon var dotter till redaktören Nils Andersson och Olga Nilsson samt gift med Walter Persson (skilda 1964). 
Cheesman studerade under resor till Paris 1939, Köpenhamn 1945–1946, Frankrike 1946–1947 och i Paris 1950. Separat ställde hon ut på Västerbottens museum 1946 och på länsmuseet i Östersund 1950. Tillsammans med sin man och två franska konstnärsvänner ställde hon ut på Galerie Duncan i Paris 1951 och på Svartbrödraklostret i Lund 1952. Hennes konst består av figurer, stilleben, porträtt och landskap i olja samt färgträsnitt. 
Cheesman är representerad vid Malmö museum och Länsmuseet i Östersund.